# Ospino
Ospino – miasto w Wenezueli, w stanie Portuguesa.